# Демофонт (пьеса)
«Демофонт» — трагедия Михаила Ломоносова, написанная в 1750—1751 годах и опубликованная в 1752 году. Стала одной из первых трагедий в русской литературе.

## Сюжет
Материал для трагедии Ломоносов почерпнул в античных текстах, основанных на греческой мифологии (в частности, в «Героидах» Овидия). При этом основная сюжетная линия придумана драматургом. Главный герой пьесы — афинский царевич Демофонт, который после взятия Трои и кораблекрушения находит приют во Фракии, у царевны Филлиды. Филлида в него влюбляется, он сначала отвечает ей взаимностью, но позже увлекается троянкой Илионой, невестой наместника Полимнестора. Демофонт обещает Илионе восстановить Трою, она его всё же отвергает. Тогда царевич решает вернуться к Филлиде и похитить брата Илионы Полидора, чтобы предотвратить троянский реванш в будущем. Ему пытается помешать Полимнестор, добивающийся руки Филлиды.
В финале Филлида решает, что Демофонт собирается уплыть в Грецию, взяв с собой не только Полидору, но и Илиону, и приказывает сжечь его флот. Главный герой погибает в огне, Филлида раскаивается и совершает самоубийство.

## Создание и оценки
Ломоносов начал работу над «Демофонтом» в декабре 1750 года, сразу после публикации его первой трагедии «Тамира и Селим». Пьеса была закончена к декабрю 1751 года, в 1752 году она увидела свет в виде отдельной книги тиражом вдвое больше обычного — 1300 экземпляров. В источниках не упоминаются какие-либо сценические постановки. Исследователи отмечают, что «Демофонт», как и предыдущая трагедия, не имела большого успеха: Ломоносов не смог потеснить Александра Сумарокова, оставшегося бесспорным лидером в трагическом жанре. При этом большую известность получил фрагмент монолога одного из героев, который часто встречается в рукописных сборниках XVIII — начала XIX веков:

Как в свете все дела преобращает рок!

Сегодня свержен вниз, кто был вчера высок,

Сей час нам радостен, но следующий слезен,

Тот вечером постыл, кто утром был любезен…
— Михаил Ломоносов. Демофонт IV, 4.
Читатели могли видеть здесь завуалированную отсылку к российским дворцовым переворотам (в том числе к перевороту 1741 года, приведшему к власти Елизавету) и к судьбе Брауншвейгского семейства, которое на момент публикации пьесы оставалось в заточении.
От пьес Сумарокова «Демофонт» отличается тем, что его герои далеки от аристократического идеала: заглавный персонаж, наделённый высокими достоинствами, в то же время ведёт себя как лжец и лицемер, в нём нет или почти нет борьбы между страстями и долгом (ключевого мотива для трагедии эпохи классицизма). Филлида тоже в ряде случаев ведёт себя лицемерно, она способна на жестокие поступки, но только когда оказывается во власти чувств. Ломоносов постарался дать действиям своих героев сложную психологическую мотивировку, он изображает любовь как многогранное и противоречивое чувство. Образом Полиместора он иллюстрирует важную для него мысль о том, что правитель, нарушающий собственные законы, теряет право на власть.
В тексте «Демофонта» найден ряд параллелей с пьесами Жана Расина (особенно с «Андромахой»), Иоганна Кристофа Готтшеда, Сумарокова. Трагедия быстро была забыта, с начала XX века она является предметом интереса литературоведов.